# Évaluation des mains au bridge
L'Évaluation des mains au Bridge décrit l'ensemble des techniques utilisées par les joueurs pour exercer leur jugement lors de la phase des enchères.
Ces techniques présentent à la fois une grande diversité et une relative universalité : en effet, s'il existe de nombreuses méthodes d'évaluation, la grande majorité des joueurs et des systèmes s'appuient à peu près sur la même famille de techniques. En effet, l'évaluation n'est pas une fin en soi ; elle est généralement le socle d'une méthode qui proposera, pour chaque combinaison de force (valeur fournie par le système d'évaluation) et de forme d'une main une enchère en rapport avec la situation.
On peut comprendre ici que l'importance du système d'évaluation, prééminente au tout début des enchères, s'estompe au fur et à mesure de leur développement devant la richesse des informations qu'elles apportent et devant la complexité combinatoire qui en découle.

## Compte en levées
Chronologiquement, c'est la première méthode mise en œuvre. Dès les années 1930, Ely Culbertson, dans son Blue Book propose un tableau d'équivalence entre honneurs, seuls ou groupés, et nombre de levées. Le compte repose sur la probabilité de réaliser une levée avec l'honneur ou le groupe d'honneurs considéré ; un As vaut donc 1 levée, un Roi en l'air une demie, AR vaut 2 levées, AD 1 et demie, etc.
On en a retenu aujourd'hui qu'une ouverture "normale" promet 2 levées et demie dites de défense, c'est-à-dire issues de gros honneurs qui seront réalisés quel que soit le contrat (avec les distributions les plus fréquentes).
On utilise aujourd'hui un autre compte, dit en levées de jeu, ou son équivalent, en perdantes, pour évaluer des mains fortes et distribuées. Le principe de base est d'appliquer le compte de Culbertson pour les 3 premières cartes de chaque couleur. Les cartes surnuméraires sont considérées comme des gagnantes. Par exemple, la main ♠AD♥RDV987♦A4♣AD2 correspond à 4 perdantes (½ à ♠, 1 à ♥, 1 à ♦ et 1½ à ♣) ou 9 levées de jeu (1½ à ♠, 5 à ♥, 1 à ♦, 1½ à ♣), ce qui devrait classiquement conduire à utiliser une ouverture forcing de manche.

## Compte en points d'honneurs et en points de distribution
C'est aujourd'hui le système le plus fréquemment adopté.

### Points d'honneurs (points H)
Proposé dès les débuts du bridge (vers 1930) par Milton Work, ce compte est d'une extrême simplicité.
- As = 4 H ;
- Roi = 3 H ;
- Dame = 2 H ;
- Valet = 1 H.

Il y a donc 10 points H par couleurs ; 40 points H pour l'ensemble des cartes.
Les tentatives d'évaluation des cartes intermédiaires (10, 9, 8, etc.) se sont révélées inutilement complexes sans démontrer leur intérêt.
On peut noter les travaux statistiques menés assez récemment par Jean-René Vernes et Bernard Charles pour estimer le potentiel de levées de chaque carte (en pratique, les plus grosses cartes, de l'As au 9). En s'appuyant sur une relation algébrique simple (40 points = 13 levées), ces travaux ont finalement confirmé l'intuition des joueurs de bridge depuis 70 ans ; seuls petits correctifs, le 10 vaut 0,5 points et le 9 vaut 0,25 points. Mais les auteurs eux-mêmes le confirment, ces écarts sont trop faibles pour justifier en pratique la moindre correction.
Ce compte peut être augmenté d'une mesure du potentiel conféré à la main par la distribution (voir ci-dessous). 

### Points de longueur (points L)
1 point pour toute carte à partir de la cinquième dans une couleur commandée par au moins un As, un Roi ou Dame-Valet.
Ce compte est, comme les points H, une mesure de la puissance intrinsèque de la main, au contraire du suivant.
Pour les contrats à SA, Vernes et Charles ont trouvé précisément que les mains à couleur 5ème sans chicane valent un supplément de 0,5 point et que celles avec chicane valent un supplément de 1,2 points. Pour les couleurs 6èmes ou 7èmes, il faut ajouter davantage, surtout si elles sont conduites par de gros honneurs.

### Points de distribution (points D)
Uniquement à l'atout, en cas de fit avec le partenaire :
- 1 D pour un doubleton
- 2 D pour un singleton
- 3 D pour une chicane
- 2 D pour le 9e atout connu (compté par le joueur qui en fait la découverte), puis 1 D pour chaque suivant.

Vernes et Charles ont proposé de réduire le nombre de points de distribution en déduisant 0,5 point par Roi, Dame ou Valet dans les couleurs autres que l'atout (pour homogénéiser avec les évaluations habituelles, ils proposent d'ajouter 1 point au total). En cas de fit à moins de 8 cartes, il faut retrancher 2 points par atout manquant, et même davantage s'il s'agit d'un fit 4-3. Par exemple, si on compare les 2 mains suivantes :
| ♠ 9 8 4 2 ♥ R V 6 ♦ 9 8 ♣ R V 5 4 | A l'atout ♠, cette main fait 8 H et 3 D, soit 11 DH, mais elle comporte 4 honneurs R D V en dehors de la couleur d'atout. Il faut donc réduire l'évaluation à 10 DH |
| ♠ A 8 4 2 ♥ 8 7 6 ♦ A 7 ♣ 7 6 5 4 | A l'atout ♠, cette main fait 11 DH comme la précédente, mais elle ne comporte aucun honneur RDV en dehors de la couleur d'atout. Il faut donc l'évaluer à 12 DH     |

Réévaluations
- Une main 4-3-3-3 se dévalue d'un point.
- Un honneur sec (sauf l'As) se dévalue d'un point (ex : Roi sec = 2 points), un mariage sec (RD, DV, RV) également (ex : RD secs = 4 points) sauf s'il apparaît ensuite que ces honneurs font partie d'une couleur au moins cinquième annoncée par le partenaire.
- Une main comprenant au moins cinq cartes étant des As ou des 10 se bonifie d'un point.

### Espérance de levées en fonction du nombre de points
En utilisant d'importantes bases de données de jeux de championnats, Vernes et Charles ont établi les lois empiriques suivantes à Sans Atout, où H désigne le nombre total de points H d'une paire, et E(H) le nombre moyen de levées réalisé :
- Espérance du nombre de levées réalisé par le déclarant :

E(H) = 0,42 H - 1,68
- Espérance du nombre de levées réalisé par la défense :

E(H) = 0,42 H - 2,00
Ces lois ont été bien vérifiées pour un nombre de points H compris entre 19 et 33. Elles montrent notamment que le déclarant, qui joue avec le mort, a une meilleure espérance de levées pour un même nombre de points.
En utilisant les points DH (ici rebaptisés points K), l'espérance du nombre de levées à un contrat à la couleur est :
E(K) = 0,32 K + 1,07

## Compte en perdantes
Le Compte Moderne des Levées Perdantes :   LTC
Cette méthode existe depuis presque aussi longtemps que le Bridge, mais le premier livre sur le sujet n’a été publié qu’en 1935. Ron Klinger s’est appliqué à la moderniser pour l’adapter aux exigences du Bridge de compétition, en insistant sur le fait qu’elle n’est pas prévue pour remplacer le compte des points, mais pour le compléter. En effet, elle ne s’applique qu’en cas de fit.
Postulat : 
- Dans chaque couleur, seules les trois premières cartes sont considérées comme perdantes. (Les suivantes sont, le plus souvent affranchissables.)
- Avec 3 cartes ou plus dans une couleur, seuls l’As, le Roi, et la Dame ne sont pas des cartes perdantes.
- Avec 2 cartes, seuls l’As et le Roi ne sont pas des cartes perdantes.
- Avec une carte, seul l’As n’est pas une perdante.

Du premier axiome, il résulte qu’une main comporte au maximum 12 Perdantes. En ajoutant le nombre de Perdantes potentielles de son partenaire, on atteint 24 Perdantes. 
Application de la formule LTC :
1. Compter ses perdantes.
2. Compter les perdantes de son partenaire.
3. Faire le total, et le déduire de 24.

On obtient ainsi le nombre de levées que l’on peut raisonnablement réaliser, si les couleurs sont réparties normalement, et si la moitié des impasses marchent.
Des ajustements sont nécessaires selon l'accompagnement des honneurs, ou la qualité et la longueur de l'atout notamment.

## Contrôles italiens
C'est une méthode de compte des gros honneurs (As et Rois), qui attribue à l'As la valeur de 2 contrôles et au Roi celle d'1 contrôle. As et Rois étant des cartes fondamentales dans les contrats élevés, il est facile de comprendre que ce compte s'adresse avant tout aux recherches de chelem.

## Points ZAR
Cette méthode a été élaborée par Zar Petkov et prend en compte points d'honneur, contrôles et distribution :
- Points d'honneur suivant le compte classique (4-3-2-1)
- Contrôles italiens classiques (As=2, Roi=1)
- Distribution, en ajoutant la somme des deux plus grandes longueurs et la différence entre la plus longue et la plus courte.

Par exemple, la main ♠A5432♥4♦DV863♣R2 vaut 10(H)+3(C)+10(5+5)+4(5-1) = 27 points ZAR. Dans ce compte, l'ouverture est à 26.

## Méthodes oubliées
Attribuer à une main de bridge une valeur univoque est une tentation très répandue, qui a constamment suscité la curiosité des joueurs et stimulé l'imagination des auteurs. On a depuis longtemps oublié des méthodes de comptes en points S, J, X ou Y. On retiendra surtout que la meilleure méthode est celle qui fait appel à la réflexion des joueurs et garde en ligne de mire l'objectif des enchères : compter le nombre de levées réalisables par la combinaison des deux mains associées.